# نزدیک‌تر (ترانه د چینسموکرز)
نزدیک‌تر (انگلیسی: Closer) ترانه‌ای از دو دی‌جی آمریکایی د چینسموکرز به همراه خواننده آمریکایی هالزی است. همچنین اندرو تاگارت (یکی از اعضای د چینسموکرز ) در این ترانه با صدای خود می‌خواند. ترانه در ۲۹ ژولای ۲۰۱۶ توسط دیسروپتر و کلمبیا رکوردز منتشر شد. این ترانه توسط اندرو تاگارت، هالزی و عده‌ای دیگر نوشته شده است. خارج از ایالات متحده، «نزدیک‌تر» در بیش از ده کشور از جمله استرالیا، کانادا، نیوزیلند، ایرلند و بریتانیا رتبه یک را به دست آورد که در ۵ کشور نام برده شده، هم برای د چینسموکرز و هم برای هالزی اولین تک‌آهنگ شماره یک آن‌ها در آن کشور است.

## موزیک ویدئو
موزیک ویدئوی «نزدیک تر» به کارگردانی دانو کرنی در ۲۴ اکتبر ۲۰۱۶ منتشر شد. ویدئو اینگونه آغاز می شود که اندرو تاگارت در یک مهمانی به هالزی نگاه می کند. سپس به گذشته‌ها فلش بک زده می شود که شخصیت های اندرو و هالزی برای نخستین بار در یک مهمانی باهم آشنا شدند و یکدیگر را بوسیدند. ویدئو اینطور به پایان می رسد که هالزی در زمان حال مهمانی را ترک می کند و اندرو تا بیرون او را دنبال می کند. هالزی می ایستد و آنها بهم خیره می شوند؛ درحالیکه از جدا شدن پشیمان هستند. تا ۴ژوئن ۲۰۱۷، این ویدئو بیش از ۲۲۰میلیون بیننده در یوتیوب بدست آورد.

## اجراهای زنده
دچینسموکرز در ژوئن ۲۰۱۶ در فستیوال موسیقی بونار از هالزی دعوت کردند تا باهم و برای نخستین بار به اجرای "نزدیک تر" بپردازند. هالزی و تاگارت در جوایز موزیک ویدئوی ام تی وی ۲۰۱۶ نیز این آهنگ را اجرا کردند. بعلاوه در ۲۰ نوامبر ۲۰۱۶ و در جوایز موسیقی امریکایی، آن ها باز به اجرای زنده این ترانه پرداختند.